# Creglingen
Creglingen este un oraș din landul Baden-Württemberg, Germania.

## Obiective turistice
- Altarul Maicii Domnului, sculptat de Tilman Riemenschneider în lemn de tei, care se află în actuala biserică evanghelică din Creglingen⁠(de)[traduceți].